# Lispocephala aspilota
Lispocephala aspilota är en tvåvingeart som beskrevs av Hardy 1981. Lispocephala aspilota ingår i släktet Lispocephala och familjen husflugor. Inga underarter finns listade i Catalogue of Life.